# Дажница
Дажница (серб. Дажница, хорв. Dažnica) — населенный пункт (деревня) в общине Дервента, который принадлежит энтитету Республике Сербской, Босния и Герцеговина. По результатам югославской переписи населения 1991 года в Дажнице проживало 255 человек.

## Население
В населении деревни значительно преобладают хорваты.
| 1991                           | - | - | - | - | - | - |
| ------------------------------ | - | - | - | - | - | - |
| 255                            | - | - | - | - | - | - |
| Гистограмма динамики населения |   |   |   |   |   |   |

### Национальный состав
1991 год:
- Сербы — 8 человек (3,14 %)
- Хорваты — 244 человека (95,69 %)
- Югославы — 0 человек (0,00 %)
- Мусульмане — 0 человек (0,00 %)
- Другие — 3 человека (1,17 %)